# Znak (ассоциация)
Ассоциация «Znak» — движение католиков в ПНР. Создано в 1955 из части католической прокоммунистической ассоциации ПАКС. Являлась одной из оппозиционных партий в ПНР. Состояла из католиков, интеллектуалов и журналистов. Среди известных членов был будущий премьер Польши Тадеуш Мазовецкий.
В трёх сеймах ПНР с 1955 по 1975 ассоциация «Знак» имела своих депутатов. Выступала против антисемитской кампании в 1968.
У «Знака» были аналоги в других социалистических странах — ХДС Восточной Германии и Чехословацкая народная партия.
Во время обсуждения Сеймом введения статьи о «ведущей роли» ПОРП в Конституции была лишена депутатских мандатов. В условиях 1980—1982 выступала против военного положения. В 1981—1986 в польском Сейме действовала фракция Польский католический общественный союз из 5 депутатов, выделившаяся из фракции «Znak», которая состояла из членов Клуба католической интеллигенции.
В настоящее время является благотворительной организацией в Польской республике.